# インティファーダ
インティファーダ（اِنْتِفَاضَة, ʾintifāḍa（h））とは、アラビア語の動詞（派生形第8形）اِنْتَفَضَ（ʾintafaḍa、インタファダ、（物や人が）震える・（木などが）揺れ（て上にある物が落ち）る、目覚める・体を起こす、蜂起する・反乱を起こす）の動名詞に関連する名詞で、「揺れ、震え」「覚醒、目覚め」「蜂起、反乱」の意。現代では主に民衆蜂起の意味で用いられている。英字表記はIntifada, Intefadah, Intifadahなど。
アラブ世界でインティファーダと呼ばれるものは複数あるが、日本においては通常パレスチナで発生したものだけを意味する。

## パレスチナのインティファーダ
パレスチナのインティファーダは、「イスラエルによるパレスチナの軍事占領に対する民衆蜂起（あるいは抵抗活動）」に対する呼称として一般的に使用される。イスラエル強硬派からは「国際社会を反イスラエルに向けようとするテロ作戦の一環」とみなされ、「蜂起を名目とした不均衡な戦争（非対称戦争）」として主張されることもある。イスラエルの一部では、インティファーダとそれに対する弾圧等を通じて「強硬な対パレスチナ占領政策」の誤りに気付き、良心的兵役拒否や和平支持等の運動が広がる契機となった。
2020年末までに、パレスチナのインティファーダは2度発生している。
1. 第1次インティファーダ：1987年に発生。同年12月9日にガザ地区においてイスラエル人のトラックとパレスチナ人のバンが衝突事故を起こし、4人の死亡者を出したことがきっかけであった。暴力行為は1991年頃に下火となり、1993年8月のオスロ合意およびパレスチナ自治政府の設立に伴い沈静化した。パレスチナ人の死者は1000人以上、逮捕者は数万人で多くは子供や若者だったと言われている[3]。
2. 第2次インティファーダ（アル=アクサ・インティファーダ）：2000年に発生。同年9月28日にイスラエルのシャロン・リクード党首・外相（後に首相）が1,000名の武装した側近と共にアル・アクサモスクに入場したのがきっかけであった。暴力行為はヤーセル・アラファートが死去した2004年11月頃から下火となり、一般的には2005年中に沈静化したと見られている。

2000年代半ば以降、パレスチナでインティファーダと称される活動は発生していない。2017年12月6日にはトランプ・アメリカ大統領がパレスチナ側の主張に反するエルサレムのイスラエル首都宣言を発表したものの、一般パレスチナ人の間から大規模かつ長期に展開しそうな抗議運動は見られなかった。
この背景にはパレスチナ自治政府に対する不信感やイスラエル経済への依存の高まりがあり、テルアビブ大学安全保障問題研究所のコビ・ミハイル上席研究員は「パレスチナは過去2回のインティファーダで大きな代償を払ったにもかかわらず、何も得るものがなかった。自治政府に対する不満は強く、自らの生活を投げ出してまで蜂起しようという人は少ないはずだ」と指摘している。
翌2018年3月2日には、ガザ地区を支配するイスラム原理主義組織ハマスが「アメリカがエルサレムをイスラエルの首都と認めたりすれば、『インティファーダ』と呼ばれる民衆蜂起をパレスチナの人たちに呼びかける」と警告したが、最終的には『インティファーダ』と呼ばれるような出来事は起きなかった。
なお、インターネット上には、インターネットを通じてパレスチナの現状とパレスチナ問題に対する国際世論の関心を高めることを目的とした「エレクトロニック・インティファーダ（Electronic Intifada）」という名称のパレスチナの抵抗運動サイトも作られている。

## パレスチナ以外のインティファーダ

### イラク
1991年湾岸戦争直後の3月、イラクの南部でシーア派が、北部ではクルド人がサッダーム・フセイン政権に反発して大規模な反乱を起こした。これは反乱が起こった年から、1991年インティファーダ（1991 uprisings in Iraq）と呼ばれた。
湾岸戦争の際、クウェート駐留のイラク軍が湾岸戦争の敗退でイラク国内に敗走、その過程で反戦・反フセイン意識がイラク軍内に高揚したことから、一将校がバスラのサッダームの肖像を攻撃したことをきっかけに、急速に国内に反乱が広がった。全国に拡大した反乱勢力は米軍の協力を期待したが、米軍は静観したため兵力を温存したイラク政府軍が3月後半には鎮圧に成功、反乱側は10万人近くが虐殺されたとされる。
2003年のイラク戦争の後、ムクタダー・サドルはイラクのアメリカ軍による軍事占領の終了を目指し「イラク・インティファーダ（Iraqi Intifada）」と呼ばれる暴動を指揮した。